# Kozlov (district de Jihlava)
Pour les articles homonymes, voir Kozlov.
Kozlov (en allemand : Koslau) est une commune du district de Jihlava, dans la région de Vysočina, en République tchèque. Sa population s'élevait à 471 habitants en 2024.

## Géographie
Kozlov se trouve à 9 km à l'est-nord-est de Jihlava et à 117 km au sud-est de Prague.
La commune est limitée par Jamné au nord, par Rybné et Vysoké Studnice à l'est, par Luka nad Jihlavou au sud et au sud-ouest, et par Velký Beranov à l'ouest.

## Histoire
La première mention écrite de la localité date de 1451.

## Transports
Par la route, Kozlov se trouve à 9,5 km de Jihlava et à 133 km de Prague.